# Atari 800
Atari 800 (800) је био кућни рачунар фирме Атари (Atari) који је почео да се производи у САД од 1979. године.
Користио је MOS Technology 6502 као микропроцесор. RAM меморија рачунара је имала капацитет од 8 KB до 48 KB (са меморијским проширењем). 
Као оперативни систем кориштен је 400/800 OS in ROM.

## Детаљни подаци
Детаљнији подаци о рачунару 800 су дати у табели испод.
|                       |                                                    |
| [ 1 ]                 |                                                    |
| Произвођач            | Атари                                              |
| Тип                   | кућни рачунар                                      |
| Меморија              | 8 до 48 (са меморијским проширењем)                |
| Поријекло             | Сједињене Америчке Државе                          |
| Година                | 1979                                               |
| Тастатура             | QWERTY тастатура, 62 тастера пуног помака          |
| Процесор              |                                                    |
| Фреквенција процесора | 1,79                                               |
| RAM                   | 8 до 48 (са меморијским проширењем)                |
| ROM                   | 10 KB                                              |
| Текст                 | 40 x 25                                            |
| Графика               | неколико графичких модова, највише : 320 x 192     |
| Боја                  | 16 (свака боја 8 луминанси) = 128 боја највише     |
| Звук                  | 4 гласа, 3,5 октава                                |
| Димензије             | 40,5 (ширина) x 33 (дубина) x 11 (висина) / 4200 g |
| Портови               |                                                    |
| Оперативни систем     |                                                    |